# Atália (Racine)
Atália (franciául Athalie) Jean Racine vallásos drámája, a Saint-Cyr leánynevelő intézetben mutatták be az első próbáját 1691. január 5-én.

## A dráma létrejöttének előzményei
Jean Racine első vallásos drámáját, az Esztert hamarosan követte másik vallásos drámája, az Atália. 1690/91 telén írta meg. Racine e drámájának történetét is, mint az Eszterét, az ószövetségi Szentírásból merítette, a Királyok könyvéből és a Krónikák könyvéből. A korabeli bibliamagyarázatokat is figyelembe vette, sőt lehet, hogy még Euripidész Ión c. drámája is hatással volt az Atáliára. A kórus, az ének ebben a darabban is oly fontos szerepet játszik, mint az Eszter c. vallásos drámában. A Kar végig a színpadon van, mintegy az isteni Gondviselés beavatkozásának egyik eszköze, ezáltal jelentősége még hangsúlyosabb, mint az Eszter címűben.

## Szereplők
- Joás, Júda király, Okoziás fia
- Atália, Jorám özvegye, Joás nagyanyja
- Joád, más néven Jojada, főpap
- Jozabet, Joás nagynénje, a főpap hitvese
- Zakariás, Joád és Jozabet fia
- Szulamit, Zakariás nővére
- Ábner, Júda királyainak egyik hadvezére
- Azariás, Izmael és más három vezér a papok és a leviták seregében
- Mátán, hitehagyott pap, Bál áldozója
- Nábál, Mátán bizalmasa
- Hágár, Atália egyik udvarhölgye
- Papok és leviták csapata
- Atália kísérete.
- Joás dajkája
- Lévi törzséhez tartozó leányok kara

## Szín
A jeruzsálemi templom; a főpap lakosztályának előtere.

## A drámai cselekmény és a végkifejlet
A mű tárgya az ószövetségi Szentírásból való, Joás elismertetése és trónra helyezése. Racine drámájában Joás a zsarnok Atália helyébe kerül uralkodónak, de később ő is zsarnok lesz, megöleti azokat is, akik jót tettek vele. Mind között ez a dráma Racine legpesszimistább alkotása, lényegében azt jelenti, bármit teszel, minden ugyanolyan lesz, mint volt, egyik zsarnokot követi a másik.